# Hof van beroep (België)
Het hof van beroep behandelt in België het hoger beroep tegen vonnissen van de rechtbank van eerste aanleg en de ondernemingsrechtbank. Een uitspraak van het hof van beroep wordt arrest genoemd. De rechters worden raadsheren genoemd.
Er zijn in België vijf hoven van beroep, die elk een eigen (territoriaal) rechtsgebied hebben: Brussel, Antwerpen, Gent, Luik en Bergen:
| Zetel                                 | Gerechtelijk gebied | Gebied (provincies)                                                            | Taal                |
| ------------------------------------- | ------------------- | ------------------------------------------------------------------------------ | ------------------- |
| Gerechtshof Britselei, Antwerpen      | Antwerpen           | Provincies Antwerpen en Limburg                                                | Nederlands          |
| Cours de Justice, Bergen              | Bergen              | Provincie Henegouwen                                                           | Frans               |
| Justitiepaleis van Brussel            | Brussel             | Provincies Vlaams-Brabant, Waals-Brabant en het Brussels Hoofdstedelijk Gewest | Nederlands en Frans |
| Oud Gerechtsgebouw, Gent              | Gent                | Provincies West-Vlaanderen en Oost-Vlaanderen                                  | Nederlands          |
| Paleis van de Prins-bisschoppen, Luik | Luik                | Provincies Luik, Namen en Luxemburg                                            | Frans en Duits      |

De hoven in Antwerpen, Brussel en Gent behandelen zaken in het Nederlands, de hoven in Bergen, Brussel en Luik in het Frans. Het hof van beroep in Luik behandelt echter ook zaken in het Duits.
Het hof van beroep heeft speciale kamers voor speciale rechtstakken, correctionele kamers voor strafzaken, burgerlijke kamers voor burgerlijke en fiscale zaken, jeugdkamers voor jeugdzaken.  Alleen arbeidszaken komen niet voor het hof van beroep, daarvoor zijn er speciale arbeidshoven ingericht, ook één in elk van de vijf bovengenoemde rechtsgebieden.
Elk hof van beroep heeft een procureur-generaal, die de rol van het Openbaar Ministerie vervult in strafzaken voor het hof.

## Voor 1975 slechts drie hoven van beroep
Antwerpen en Bergen hebben pas sinds 1975 een hof van beroep; voor 1975 had België slechts drie hoven van beroep, nl. te Gent (West- en Oost-Vlaanderen, zoals nu), te Brussel (provincies Antwerpen, Brabant en Henegouwen) en te Luik (provincies Limburg, Luik, Luxemburg en Namen). In 1975 werd Henegouwen losgemaakt van het rechtsgebied van Brussel en werd het een zelfstandig rechtsgebied met een hof van beroep te Bergen. Daarnaast werd een hof van beroep opgericht te Antwerpen met als rechtsgebied de provincies Antwerpen (dat voorheen onder Brussel viel) en Limburg (dat voorheen onder Luik viel). Zo werd het rechtsgebied van het hof van beroep te Luik meteen ook tweetalig (Frans-Duits) in plaats van drietalig.